# Gemünden (Wohra)
Gemünden (Wohra) [ɡəˈmʏndn̩] ist eine Stadt im nordhessischen Landkreis Waldeck-Frankenberg.

## Geografie

### Geografische Lage
Gemünden liegt ca. 30 km nordöstlich von Marburg am westlich angrenzenden Burgwald und am sich nordöstlich erhebenden Kellerwald. Der Ort wird von der Wohra durchflossen. Die Holzbach mündet hier in die Schweinfe und die Schweinfe in die Wohra.

### Nachbargemeinden
Gemünden grenzt im Norden an die Gemeinde Haina (Landkreis Waldeck-Frankenberg), im Osten an die Gemeinde Gilserberg (Schwalm-Eder-Kreis), im Süden an die Gemeinde Wohratal (Landkreis Marburg-Biedenkopf) sowie im Westen an die Stadt Rosenthal (Landkreis Waldeck-Frankenberg).

### Stadtgliederung
Die Stadt besteht aus den Ortsteilen Ellnrode, Gemünden, Grüsen, Herbelhausen, Lehnhausen, Schiffelbach und Sehlen.

## Geschichte

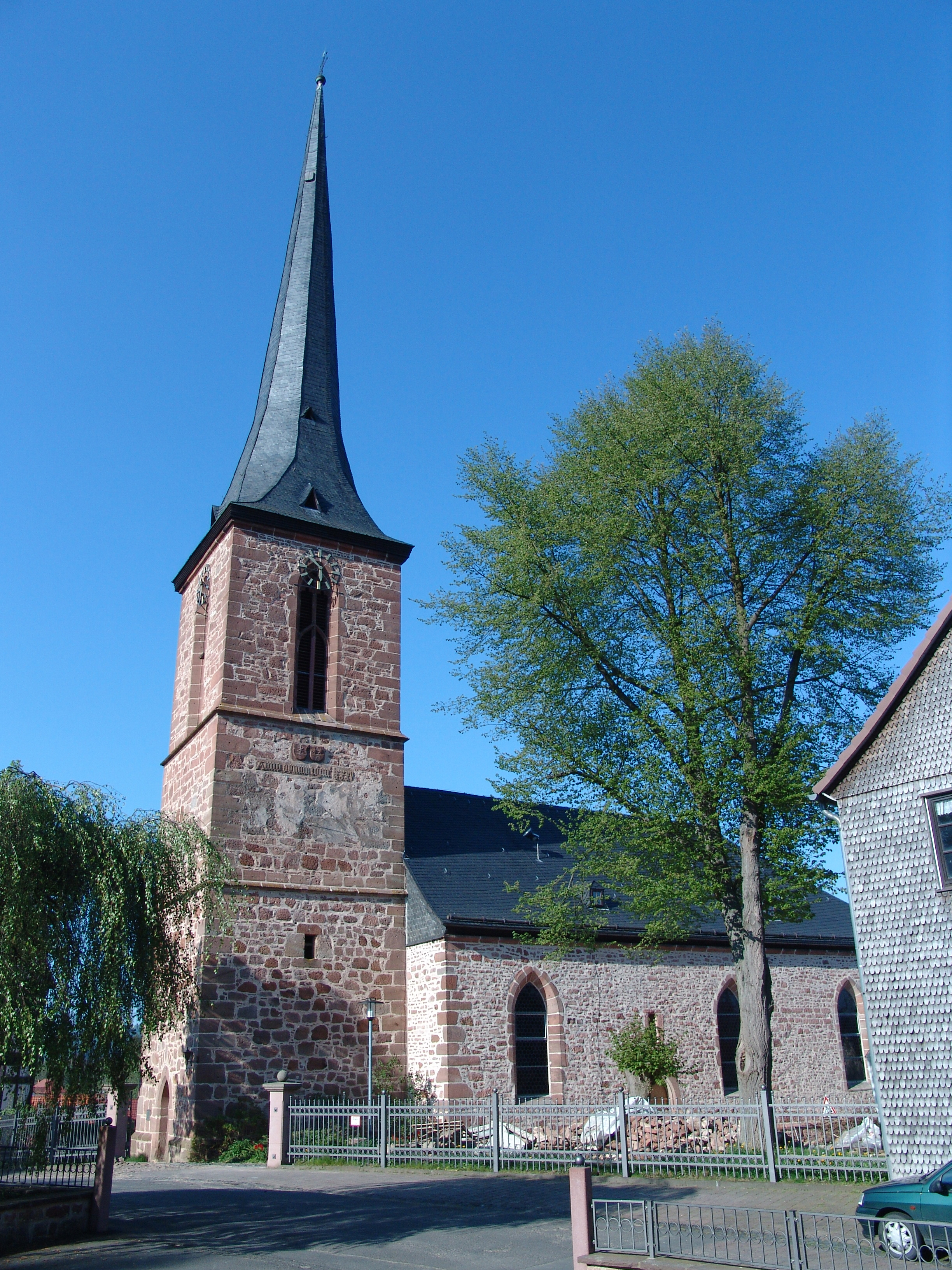
Evangelische Stadtpfarrkirche von 1435–1485

Gemünden soll aus sieben Dörfern entstanden sein: Holzbach, Giebelingsbach, Burghardshausen, Ernstdorf, Steigershausen, Osterbach und Katzbach.

### Mittelalter
Die ersten urkundlichen Nennungen noch unter der Bezeichnung „Zegemunde“ stammen aus den Jahren 750–779. Die zweite urkundliche Erwähnung war 1223 zu verzeichnen. Im Jahre 1253 wurde Gemünden erstmals als Stadt erwähnt. In dieser Zeit gehörte Gemünden den Grafen von Ziegenhain, die auch die heute verschwundene Wasserburg zur Sicherung ihres Besitzes anlegen ließen. Die Zugehörigkeit zu Ziegenhain kommt auch in dem Stadtwappen zum Ausdruck: In einem weißen Feld ist ein rotbewehrter schwarzer Hahn mit Ziegenkopf dargestellt; unter den Flügeln des Wappentieres befinden sich zwei sechsstrahlige Sterne. Als das Ziegenhainer Grafengeschlecht 1450 im Mannesstamm ausstarb, fiel die Grafschaft Ziegenhain und mit ihr Gemünden an die Landgrafschaft Hessen.

### Frühe Neuzeit
Im 16. Jahrhundert erlebte die Stadt eine größere Blütezeit: 1523 wurde ein großer Brunnen gebaut, 1541 wurde die Schule errichtet, 1564 wurde ein Rathaus auf dem Marktplatz gebaut, und 1587 wurde die erste Wasserleitung aus Holzrohren gebaut. Aus dieser Zeit stammt auch der jüdische Friedhof, der auch von benachbarten jüdischen Gemeinden, wie z. B. der in Rosenthal, genutzt wurde.
Die Katastrophen vom späten 16. bis zum 18. Jahrhundert forderten schwere Opfer. Der Brand von 1583 richtete große Schäden an, die Pest von 1584 raffte ⅔ der Bevölkerung dahin. Auch der Dreißigjährige Krieg und der Siebenjährige Krieg forderten von den Bürgern das Äußerste durch Einquartierung und finanzielle Leistungen. Nicht zuletzt dadurch kam es in dieser Zeit wiederholt zu Auseinandersetzungen zwischen dem Stadtrat und der übrigen Bürgerschaft um Fragen des örtlichen Haushalts.
1714 wurde auf Veranlassung von Landgraf Karl von Hessen-Kassel eine reformierte Mutterkirche in Gemünden eingerichtet, wo eine reformierte Gemeinde im Jahre 1689 entstanden war.

### 19. und 20. Jahrhundert
Im napoleonischen Königreich Westphalen war die Stadt Verwaltungssitz des Kantons Gemünden.
Nach dem Deutschen Krieg 1866 wurde Gemünden mit dem ehemaligen und von Preußen annektierten Kurfürstentum Hessen Teil der preußischen Provinz Hessen-Nassau.
Von 1909 bis 1914 wurde die Wohratalbahn gebaut, der Wasserleitungszweckverband gegründet (Gemünden erhält eine neue modernere Wasserversorgung), und eine neue Schule entstand. Die Wasserversorgung der Stadt und der Dörfer Altenhaina, Halgehausen, Bockendorf, Sehlen und Grüsen beruht auf der 1910/11 durch den Wasserleitungszweckverband Gemünden-Bunstruth gebauten Wasserleitung von der Kirschgartenquelle nach Gemünden und der 1967 gebauten Pumpstation in Kirschgarten.
1933 bis 1943 war die Stadt Sitz des Amtsgerichtes Gemünden (Wohra).
1972 wurde der Personenverkehr durch die Bahn eingestellt. Im Winter 1980/81 folgte die Einstellung des Güterverkehrs sowie der Rückbau der Gleisanlagen. Das Bahnhofsgebäude ist erhalten und heute ein gastronomisch genutztes Kulturdenkmal nach dem Hessischen Denkmalschutzgesetz.

### Eingemeindungen
Zum 31. Dezember 1971 wurden im Zuge der hessischen Gebietsreform die bis dahin selbständigen Gemeinden Grüsen, Herbelhausen, Lehnhausen und Sehlen auf freiwilliger Basis nach Gemünden eingegliedert. Am 1. Januar 1974 kamen Ellnrode und Schiffelbach (Landkreis Marburg) kraft Landesgesetz hinzu. Für alle ehemals eigenständigen Gemeinden wurden Ortsbezirke mit Ortsbeirat und Ortsvorsteher gebildet.

## Bevölkerung

### Einwohnerstruktur 2011
Nach den Erhebungen des Zensus 2011 lebten am Stichtag, dem 9. Mai 2011, in Gemünden 3896 Einwohner. Darunter waren 144 (3,7 %) Ausländer, von denen 26 aus dem EU-Ausland, 72 aus anderen europäischen Ländern und 49 aus anderen Staaten kamen. (Bis zum Jahr 2020 erhöhte sich die Ausländerquote auf 9,2 %.) Nach dem Lebensalter waren 657 Einwohner unter 18 Jahren, 1503 waren zwischen 18 und 49, 861 zwischen 50 und 64 und 876 Einwohner waren älter. Die Einwohner lebten in 1599 Haushalten. Davon waren 426 Singlehaushalte, 435 Paare ohne Kinder und 552 Paare mit Kindern, sowie 162 Alleinerziehende und 25 Wohngemeinschaften. In 312 Haushalten lebten ausschließlich Senioren und in 1620 Haushaltungen leben keine Senioren.

### Einwohnerentwicklung
Ortsteile
|                    | 1834 | 1885 | 1910 | 1925 | 1933 | 1939 | 1950 | 1961 | 1970 | 2009 | 2020 |
| ------------------ | ---- | ---- | ---- | ---- | ---- | ---- | ---- | ---- | ---- | ---- | ---- |
| Gemünden-Kernstadt | 1309 | 1315 | 1599 | 1715 | 1781 | 1753 | 2813 | 2351 | 2467 | 3209 | 2963 |
| Ellnrode           | 77   | 55   | 54   | 47   | 57   | 49   | 74   | 54   | 38   | 39   | 26   |
| Grüsen             | 288  | 328  | 292  | 299  | 303  | 290  | 429  | 336  | 373  | 365  | 324  |
| Herbelhausen       | 148  | 126  | 134  | 127  | 126  | 107  | 171  | 117  | 123  | 92   | 71   |
| Lehnhausen         | 166  | 164  | 128  | 135  | 133  | 144  | 218  | 130  | 108  | 110  | 99   |
| Schiffelbach       | 356  | 335  | 336  | 298  | 326  | 321  | 455  | 344  | 347  | 296  | 250  |
| Sehlen             | 272  | 224  | 239  | 225  | 270  | 250  | 365  | 250  | 287  | 257  | 238  |
| gesamt             | 2616 | 2547 | 2742 | 2846 | 2846 | 2921 | 4525 | 3582 | 3743 | 4364 | 3932 |

Gemeinde
| Gemünden an der Wohra: Einwohnerzahlen von 1834 bis 2020 | Gemünden an der Wohra: Einwohnerzahlen von 1834 bis 2020 | Gemünden an der Wohra: Einwohnerzahlen von 1834 bis 2020 | Gemünden an der Wohra: Einwohnerzahlen von 1834 bis 2020 | Gemünden an der Wohra: Einwohnerzahlen von 1834 bis 2020 |
| --- | -------------------------------------------------------- | -------------------------------------------------------- | -------------------------------------------------------- | -------------------------------------------------------- |
| Jahr |                                                          |                                                          |                                                          | Einwohner                                                |
| 1834 | 1834                                                     |                                                          | 1.309                                                    | 1.309                                                    |
| 1840 | 1840                                                     |                                                          | 1.362                                                    | 1.362                                                    |
| 1846 | 1846                                                     |                                                          | 1.442                                                    | 1.442                                                    |
| 1852 | 1852                                                     |                                                          | 1.428                                                    | 1.428                                                    |
| 1858 | 1858                                                     |                                                          | 1.367                                                    | 1.367                                                    |
| 1864 | 1864                                                     |                                                          | 1.400                                                    | 1.400                                                    |
| 1871 | 1871                                                     |                                                          | 1.220                                                    | 1.220                                                    |
| 1875 | 1875                                                     |                                                          | 1.278                                                    | 1.278                                                    |
| 1885 | 1885                                                     |                                                          | 1.315                                                    | 1.315                                                    |
| 1895 | 1895                                                     |                                                          | 1.286                                                    | 1.286                                                    |
| 1905 | 1905                                                     |                                                          | 1.404                                                    | 1.404                                                    |
| 1910 | 1910                                                     |                                                          | 1.559                                                    | 1.559                                                    |
| 1925 | 1925                                                     |                                                          | 1.715                                                    | 1.715                                                    |
| 1939 | 1939                                                     |                                                          | 1.753                                                    | 1.753                                                    |
| 1946 | 1946                                                     |                                                          | 2.771                                                    | 2.771                                                    |
| 1950 | 1950                                                     |                                                          | 2.813                                                    | 2.813                                                    |
| 1956 | 1956                                                     |                                                          | 2.379                                                    | 2.379                                                    |
| 1961 | 1961                                                     |                                                          | 2.351                                                    | 2.351                                                    |
| 1967 | 1967                                                     |                                                          | 2.448                                                    | 2.448                                                    |
| 1973 | 1973                                                     |                                                          | 3.654                                                    | 3.654                                                    |
| 1975 | 1975                                                     |                                                          | 3.669                                                    | 3.669                                                    |
| 1980 | 1980                                                     |                                                          | 3.590                                                    | 3.590                                                    |
| 1985 | 1985                                                     |                                                          | 3.506                                                    | 3.506                                                    |
| 1990 | 1990                                                     |                                                          | 3.689                                                    | 3.689                                                    |
| 1995 | 1995                                                     |                                                          | 4.256                                                    | 4.256                                                    |
| 2000 | 2000                                                     |                                                          | 4.242                                                    | 4.242                                                    |
| 2005 | 2005                                                     |                                                          | 4.151                                                    | 4.151                                                    |
| 2010 | 2010                                                     |                                                          | 3.897                                                    | 3.897                                                    |
| 2011 | 2011                                                     |                                                          | 3.896                                                    | 3.896                                                    |
| 2015 | 2015                                                     |                                                          | 4.127                                                    | 4.127                                                    |
| 2020 | 2020                                                     |                                                          | 3.855                                                    | 3.855                                                    |
| Datenquelle: Historisches Gemeindeverzeichnis für Hessen: Die Bevölkerung der Gemeinden 1834 bis 1967. Wiesbaden: Hessisches Statistisches Landesamt, 1968. Weitere Quellen: LAGIS; Hessisches Statistisches Informationssystem; Zensus 2011 Ab 1973 einschließlich der im Zuge der Gebietsreform in Hessen eingegliederten Orte. |                                                          |                                                          |                                                          |                                                          |

### Historische Religionszugehörigkeit
- 1987: 3130  evangelische (= 86,3 %), 324 katholische (= 8,9 %), 172 sonstige (= 4,7 %) Einwohner[17]
- 2011: 2973 evangelische (= 76,3 %), 354 katholische (= 9,1 %), 568 sonstige (= 14,6 %) Einwohner[17]

## Politik

### Stadtverordnetenversammlung
Die Kommunalwahl am 14. März 2021 lieferte folgendes vorläufiges Ergebnis, in Vergleich gesetzt zu früheren Kommunalwahlen:

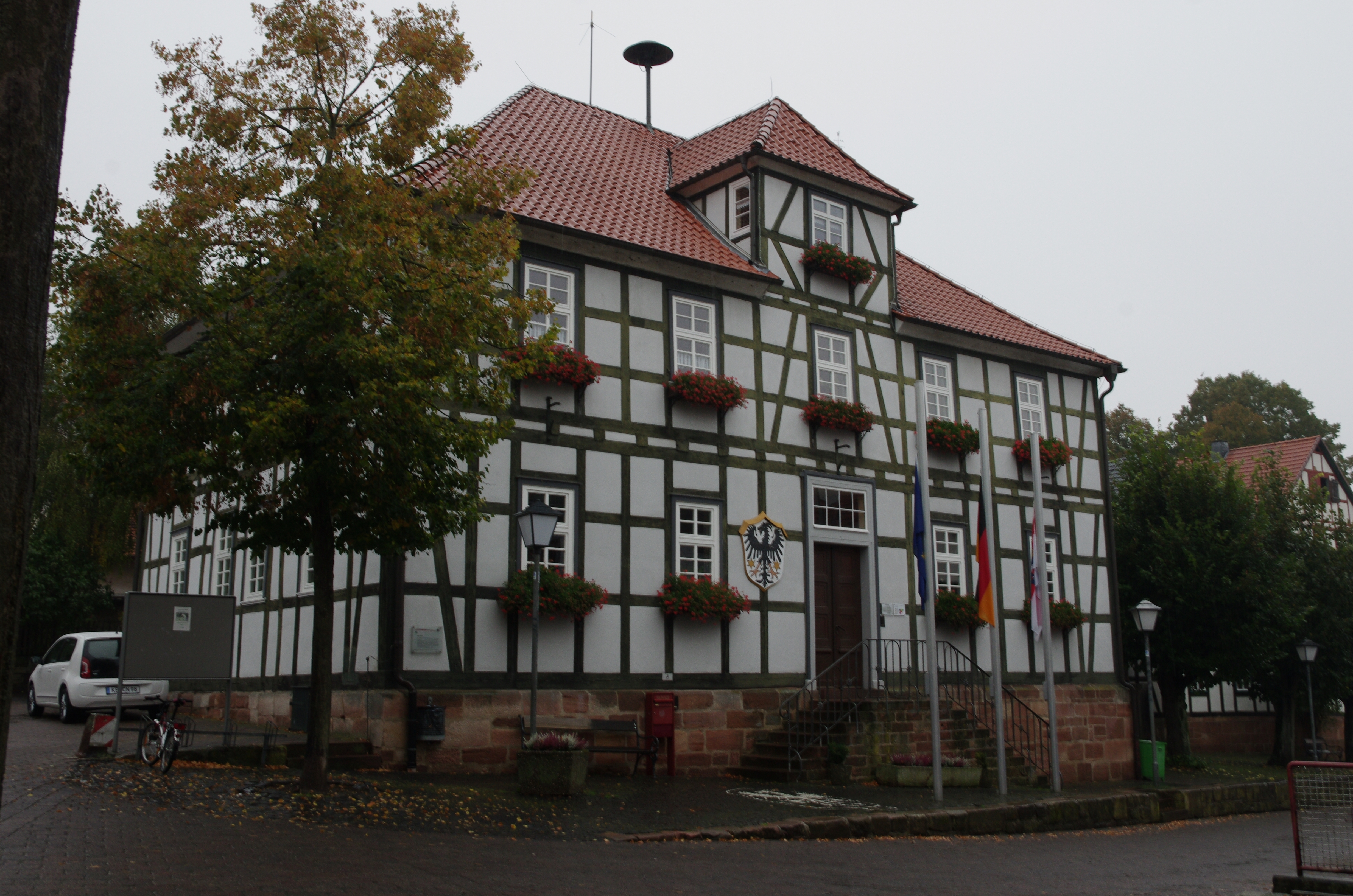
Das Rathaus aus dem Jahr 1824

| Stadtverordnetenversammlung – Kommunalwahlen 2021                                                                                   | Stadtverordnetenversammlung – Kommunalwahlen 2021             |
| --- | ------------------------------------------------------------- |
| Stimmenanteil in %Wahlbeteiligung 50,9 % 50403020100 45,0 (+3,7)40,3 (+1,9)14,7 (−5,6) CDUB.L.bSPD20162021Anmerkungen:b Bürgerliste | SitzverteilungInsgesamt 23 Sitze - SPD: 4 - B.L.: 9 - CDU: 10 |

| Parteien und Wählergemeinschaften | Parteien und Wählergemeinschaften           | % 2021 | Sitze 2021 | % 2016 | Sitze 2016 | % 2011 | Sitze 2011 | % 2006 | Sitze 2006 | % 2001 | Sitze 2001 |
| --------------------------------- | ------------------------------------------- | ------ | ---------- | ------ | ---------- | ------ | ---------- | ------ | ---------- | ------ | ---------- |
| CDU                               | Christlich Demokratische Union Deutschlands | 45,0   | 10         | 41,3   | 9          | 39,5   | 9          | 56,2   | 13         | 49,6   | 11         |
| B.L.                              | Bürgerliste                                 | 40,3   | 9          | 38,4   | 9          | 36,3   | 8          | 14,9   | 3          | 8,2    | 2          |
| SPD                               | Sozialdemokratische Partei Deutschlands     | 14,7   | 4          | 20,3   | 5          | 24,2   | 6          | 28,9   | 7          | 37,5   | 9          |
| FWG                               | Freie Wählergemeinschaft Gemünden           | —      | —          | —      | —          | —      | —          | —      | —          | 4,7    | 1          |
| Gesamt                            | Gesamt                                      | 100,0  | 23         | 100,0  | 23         | 100,0  | 23         | 100,0  | 23         | 100,0  | 23'        |
| Wahlbeteiligung in %              | Wahlbeteiligung in %                        | 50,9   | 50,9       | 52,1   | 52,1       | 56,7   | 56,7       | 53,2   | 53,2       | 58,5   | 58,5       |

### Bürgermeister
Nach der hessischen Kommunalverfassung wird der Bürgermeister für eine sechsjährige Amtszeit gewählt, seit dem Jahr 1993 in einer Direktwahl, und ist Vorsitzender des Magistrats, dem in der Stadt Gemünden (Wohra) neben dem Bürgermeister ehrenamtlich ein Erster Stadtrat und fünf weitere Stadträte angehören. Bürgermeister ist seit dem 1. Januar 2009 der parteiunabhängige Frank Gleim. Er wurde als Nachfolger von Rainer Opper, der nach zwei Amtszeiten nicht wieder kandidiert hatte, am 28. September 2008 in einer Stichwahl bei 74,1 Prozent Wahlbeteiligung mit 53,0 Prozent der Stimmen gewählt. Es folgten zwei Wiederwahlen, zuletzt ohne Gegenkandidaten im November 2020.
Amtszeiten der Bürgermeister
- 2009–2026 Frank Gleim[23]
- 1997–2008 Rainer Opper
- 1987–1996 Rainer-Hans Vollmöller, wechselte am 1. Oktober 1996 als Bürgermeister zur Stadt Lauterbach[26]

### Wappen und Flagge
Wappen

Blasonierung: „Im silbernen Schild ein Schwarzer Adler mit Ziegenkopf, unter den Flügeln je ein goldener Stern.“
Der Ziegenkopfadler ist ein Symbol der Grafen von Ziegenhain, zu deren Besitz Gemünden ursprünglich gehört. Die Sterne könnten ein Verweis auf das Kloster Haina sein.
Die Wappenelemente sind seit 1352 belegt. Davor stand über Ziegenadler und Sternen noch eine Burg. In seiner heutigen Form wurde es durch den Heraldiker Otto Hupp gestaltet.
 Flagge 
Die Flagge wurde der Gemeinde am 26. Juni 1981 durch den Hessischen Innenminister genehmigt und wird wie folgt beschrieben:
Flaggenbeschreibung: „Die Flagge zeigt auf der nach dem oberen Drittel von Schwarz und Weiß gevierten Flaggenbahn auf der Vierung das Wappen der Stadt.“

### Städtepartnerschaften
Im Jahr 1975 hat sich die Stadt Gemünden dem europäischen Gedanken verpflichtet und folgende Städtepartnerschaften geschlossen:
- Elsbethen im Bundesland Salzburg, Österreich
- Illiers-Combray im Département Eure-et-Loir, Frankreich

Seit dem Schließen dieser Partnerschaften wurden auf Vereinsebene zahlreiche gegenseitige Besuche durchgeführt, welche dazu führten, dass die partnerschaftlichen Beziehungen von der Bevölkerung Gemündens getragen wird.

## Sehenswertes

### Die Stadtmauer und der Hexenturm
1253 wurden Gemünden die Stadtrechte verliehen und man vermutet, dass aus diesem Anlass eine hohe steinerne Ringmauer mit vier Halbschalentürmen zur Sicherung der Stadt gebaut wurde. Durch die Weiterentwicklung von Waffen im 16. Jahrhundert verloren Mauern, Tore und Türme ihre eigentliche Funktion. Auf sie verzichten konnte man jedoch nicht, da sie vor umherziehenden Räubern Schutz boten. 1818 kam es zu einem großen Brand in Gemünden, nach welchem weite Teile der Stadtmauer abgetragen wurden; die Steine wurden vom Magistrat veräußert und zum Wiederaufbau durch Feuer vernichteter Gebäude genutzt. Der einzige Turm, der erhalten blieb, war der Hexenturm, der als Wachturm und zeitweise auch als Gefängnis diente. Er befindet sich auf dem Gelände des evangelischen Pfarrhauses.

### Die evangelische Stadtkirche
Die Gemündener Stadtkirche entstand in ihrem Kern zwischen 1432 und 1485 als spätgotische Hallenkirche. Von 1803 bis 1806 wurde das Langhaus der Kirche aufgrund von Baufälligkeit gründlich umgebaut und es entstand ein klassizistischer Saalbau. Der Kirchturm befindet sich an der Westseite des Langhauses und ist 52 Meter hoch. Wie es in mittelalterlichen Städten üblich war, befand sich auf dem Gelände um die Kirche der städtische Friedhof. Die Begräbnisstätte mitten in der Stadt wurde im 18. Jahrhundert allerdings zur Belastung für die Bewohner und daher verlegt.

### Das ehemalige reformierte Pfarrhaus
Nach dem Stadtbrand von 1583 entstand das beeindruckende Fachwerkhaus, das heute zu den ältesten Gebäuden der Stadt Gemünden zählt. Die Gemeinde erwarb das Gebäude an der Kirchhofstreppe im Jahre 1721 und für 213 Jahre bewohnte der reformierte Pfarrer das Anwesen. Bis 1838 war auch die reformierte Elementarschule in diesem Gebäude untergebracht.

### Das Rathaus
Das Rathaus der Stadt Gemünden wurde 1823 errichtet und unterschied sich in seiner Bauart und Farbgebung deutlich von der übrigen Bebauung. Die klar gegliederte und großzügig durchfensterte, auf Türmchen und aufwendige Schmuckwerke verzichtende Fachwerkkonstruktion verdeutlichte den bewussten Bruch mit der Fürstenherrschaft und die Hinwendung zu einer bürgerlichen Gesellschaft. Das Rathaus wurde zum Mittelpunkt der städtischen Verwaltung. Ab 1834 fanden sich der neu geschaffene Gemeindeausschuss und der Stadtrat hier zusammen, um mit dem Bürgermeister an der Spitze über die Geschicke der Stadt zu beraten und zu beschließen. Das Rathaus war ein multifunktionales Gebäude. Die Gerätschaften zur Brandbekämpfung wurden dort gelagert und im Rathaussaal wurden Hochzeiten gefeiert und der jährliche Bürgerball abgehalten. Auch Gericht gehalten wurde im Rathaus. Das Gebäude war Zentrum des örtlichen Geschehens. Heute bestehen diese unterschiedlichen Nutzungen nicht mehr. Das Rathaus ist ein reines Verwaltungsgebäude und Amtssitz des Bürgermeisters.

### Der alte Bahnhof
1911 wurde im Norden der Stadt der Bahnhof gebaut, durch welchen der Haltepunkt mit dem Namen „Bahnhof Süd“ entstand. Mit dem Bau dieser Bahnverbindung waren damals große Hoffnungen in die Entwicklung der Stadt verbunden, da Güter und Personen schneller und auch kostengünstiger transportiert werden konnten. Die Postzustellung verbesserte sich ebenfalls. Allerdings erfüllten sich die Erwartungen in die Wirtschaftlichkeit der Bahn nicht und der Personenverkehr wurde im Jahre 1972 wieder eingestellt. Der Güterverkehr endete im Winter 1980/1981 und der Abbau der Gleisanlagen folgte. Geblieben sind das Gebäude des Haltepunkts Gemünden Süd und der Gemündener Bahnhof, in dem sich eine Gaststätte befindet.

## Persönlichkeiten
- Konrad Dieterich (1575–1639), protestantischer Theologe, geboren in Gemünden
- Die Theologen- und Unternehmerfamilie Scheibler
- Daniel Schleyermacher (1697–1765), Zionit in Wuppertal, geboren in Gemünden
- Arnold von Baumbach (1779–1849), Obervorsteher der Althessischen Ritterschaft und Mitglied der kurhessischen Ständeversammlung
- Friedrich Wilhelm Seibert (1871–1944), Lehrer und Abgeordneter des Provinziallandtages der Provinz Hessen-Nassau
- Adam Selbert (1893–1965), Beamter, Politiker und Journalist, geboren in Gemünden
- Else Wissenbach (1898–1979), Lyrikerin, Heimatkundlerin, geboren in Gemünden[31]
- Dieter Adam (1941–2019), deutscher Autor, Musiker und Gründer der Kultgruppe Adam und die Micky’s lebte seit 2004 in Gemünden[32]
- Berthold Ludwig (Bert) Strauß (1925–2005), Überlebender des Holocaust aus Gemünden, 1947 in die USA emigriert. Er wurde Zeitzeuge für das Video-Projekt des Regisseurs Steven Spielberg „Survivors - Testimonies Of The Holocaust“. Tausende amerikanische Kinder lernten sein Schicksal auf einer Unterrichts-CD kennen.